# FH-77
Il Fälthaubits 77 o FH77 è un obice da 155mm prodotto dall'azienda svedese Bofors a partire dal 1978. 
Gli FH77 costituiscono la principale artiglieria pesante da traino nelle forze armate svedesi. L'acquisto di oltre 400 esemplari da parte dell'India tra il 1986 ed il 1991 è stato al centro del cosiddetto "scandalo Bofors", riguardante il pagamento di tangenti da parte dell'azienda svedese a diversi membri del governo indiano.